# Ajdinovići (Višegrad, BiH)
Ajdanovići su naseljeno mjesto u općini Višegrad, Republika Srpska, BiH.
Godine 1958. naselja Ajdanovići, Batkušići, Jelići, Raonići i Zagorac pripojeni su naselju Kaoštice (Sl.l. NRBIH 23/58). Godine 1981. Kaoštice su podijeljene na nova naselja Ajdanovići, Bistrivode, Drina, Gazibare, Raonići, Jelići, Batkušići, Tupeši i Zagorac.(Sl.l. SRBIH 28/81 i 33/81). Nisu ušli na popis 1981. godine.

## Stanovništvo
| Narod     | Popis 1991. | Popis 2013. |
| --------- | ----------- | ----------- |
| Hrvati    |             |             |
| Muslimani | 15          |             |
| Srbi      |             |             |
| ostali    |             |             |
| Ukupno    | 15          |             |

## Vanjske poveznice
- Službena stranica općine Višegrad